# Bernardino II da Polenta
Bernardino II da Polenta (Ravenne, ? – 1400) a été  seigneur de Ravenne de 1389 à 1400.

## Biographie
Bernardino II da Polenta est le fils de Guido III qui avait eu une nombreuse progéniture.
En 1389, Bernardino II et ses frères, Ostasio II, Obizzo, Aldobrandino, Azzo et Pietro, emprisonnèrent leur père qui mourut en prison.
Par la suite, les frères moururent successivement et Bernardino II a été probablement empoisonné par Obizzo qui devint le seul seigneur de Ravenne.